# Асанов, Турарбек Мажилович
Турарбек Мажилович Асанов (каз. Тұрарбек Мәжілұлы Асанов род. 4 марта 1951; Райымбекский район, Алматинская область) — казахстанский государственный и общественный деятель. Депутат Мажилиса Парламента Республики Казахстан (2004—2016).

## Биография
Турарбек Мажилович Асанов Родился 4 марта 1951 года в селе Сарыжаз Нарынкольского района (ныне Райымбекский район) Алматинской области.
В 1975 году окончил Казахский политехнический институт им. Ленина по специальности «инженер-металлург по цветным металлам».
В 2006 году защитил учёное звание кандидата политических наук, тема диссертации: «Модернизация государственного самоуправления и их политические аспекты».

## Трудовая деятельность
С 1968 по 1969 годы — Механизатор колхоза Кульбастау Кегеньского района Алматинской области.
С 1975 по 1979 годы — Инженер, старший инженер Министерства цветной металлургии Казахской ССР.
С 1979 по 1982 годы — Инженер-технолог чугунолитейного цеха АЗТМ.
С 1982 по 1985 годы — Инструктор Советского райкома партии города Алматы.
С 1985 по 1989 годы — Заведующий отделом Фрунзенского райкома партии города Алматы.
С 1989 по 1991 годы — И. о. заместителя, заместитель, первый заместитель Председателя исполкома Фрунзенского СНД.
С 1991 по 1997 годы — Глава администрации, Аким (Фрунзеского) Медеуского района.
С 1997 по 2004 годы — Аким Алмалинского района города Алматы.
С 29 марта 2016 года по настоящее время — Член Общественного совета г. Алматы.

## Выборные должности, депутатство
С 2004 по 2007 годы — Депутат Мажилиса Парламента Республики Казахстан ІІІ созыва от избирательного округа № 5 г. Алматы, член Комитета по финансам и бюджету Мажилиса Парламента Республики Казахстан.
С 2007 по 2011 годы — Депутат Мажилиса Парламента Республики Казахстан IV созыва по партийному списку Народно-Демократической партии «Нур Отан».
С 2012 по 2016 годы — Депутат Мажилиса Парламента Республики Казахстан V созыва, Член Комитета по международным делам, обороне и безопасности.

## Награды и звания
- Орден Курмет (2009)[3][4]
- Орден Парасат (2015)[5]
- Благодарственное письмо Первого Президента Республики Казахстан.
- Почётный деятель спорта Республики Казахстан.
- Звание «Почётный гражданин Алматы» (18 сентября 2020 года)[6]
- Государственные юбилейные медали
- 2001 — Медаль «10 лет независимости Республики Казахстан»
- 2005 — Медаль «10 лет Конституции Республики Казахстан»
- 2006 — Медаль «10 лет Парламенту Республики Казахстан»
- 2008 — Медаль «10 лет Астане»
- 2011 — Медаль «20 лет независимости Республики Казахстан»
- 2015 — Медаль «20 лет Конституции Республики Казахстан» и др.